# بوچه (کمون)
بوچه (به فرانسوی: Beauche) یک کمون (فرانسه) در فرانسه است که در canton of Brezolles واقع شده‌است. بوچه ۱۶٫۶ کیلومتر مربع مساحت دارد ۱۸۰ متر بالاتر از سطح دریا واقع شده‌است.